# Robert Innes

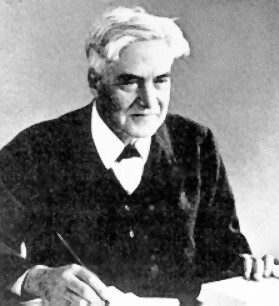
Robert Innes

Robert Thorburn Ayton Innes (* 10. November 1861 in Edinburgh; † 13. März 1933 in London) war ein schottisch-südafrikanischer Astronom. Mit insgesamt etwa 1600 neu entdeckten Doppelsternen und zahllosen Vermessungen an bekannten Sternpaaren gilt Innes als Begründer der südlichen Doppelsternastronomie.
Innes war schon früh an Astronomie interessiert. 1879 wurde er im Alter von 17 Jahren als Fellow in die Royal Astronomical Society aufgenommen. Da ihm die Mittel für astronomische Instrumente fehlten, musste er sich zunächst auf theoretische Arbeiten beschränken. Dabei kam ihm seine mathematische Auffassungsgabe zugute, so dass das Fehlen einer formalen mathematischen Ausbildung für ihn kein Hindernis darstellte. Er betrachtete sich selbst auch später – trotz seiner erheblichen Verdienste in der beobachtenden Astronomie – in erster Linie als einen mathematischen Astronomen.

## Leben und Werk

### Sydney
Innes wanderte schon in jungen Jahren nach Australien aus und ließ sich als Weinhändler in Sydney nieder. 1891 veröffentlichte er in den Monthly Notices eine Untersuchung der von Mars auf die Bahn der Erde ausgeübten Störungen. 1893 dehnte er die Rechnungen auf die von der Venus verursachten Bahnstörungen aus.
1894 erhielt er einen 6-zölligen Refraktor geliehen und konnte als Ergebnis von nur etwa dreißig Stunden Suche im Dezember 1894 eine Liste mit 26 von ihm gefundenen Doppelsternen veröffentlichen. Damit begann er seine Laufbahn als beobachtender Astronom unter dem noch wenig erschlossenen Südhimmel.

### Kapstadt
Im Bemühen, Zugang zu besseren Instrumenten zu erhalten, schrieb Innes an David Gill, Her Majesty's Astronomer at the Cape, und bot ihm seine Dienste als Assistent an. Eine solche Stelle war nicht frei, aber Gill hatte einen Posten als Sekretär, Bibliothekar und Buchhalter zu besetzen. Innes nahm das Angebot an, übersiedelte 1896 ans Kap und trat am 1. Januar 1897 seine neue Stelle am Royal Observatory, Cape of Good Hope bei Kapstadt an. Dieser Wechsel war mit erheblichen finanziellen Einbußen verbunden, eröffnete ihm aber umfangreiche astronomische Möglichkeiten, da er seine offiziellen Pflichten mit Leichtigkeit erledigte und sich in seiner freien Zeit ganz der Astronomie widmen konnte.
Innes beteiligte sich an der Revision der Cape Photographic Durchmusterung, benutzte die 7- and 18-zölligen Fernrohre des Observatoriums zur Beobachtung von Doppelsternen und Veränderlichen, stellte einen Reference Catalogue of Southern Double Stars (1899) zusammen und führte seine mathematischen Untersuchungen fort.

### Johannesburg
Im Jahre 1903 wurde in Transvaal ein meteorologischer Dienst eingerichtet. Auf Gills Empfehlung hin erhielt Innes dessen Leitung und wurde damit auch  Direktor des Transvaal-Observatoriums (1912 umbenannt in Union-Observatorium)
bei Johannesburg. Dieses Observatorium diente zunächst fast ausschließlich meteorologischen Zwecken, wurde jedoch
von Innes zu einem astronomischen Observatorium ausgebaut. Innes leitete von 1903 bis 1912 den meteorologischen Dienst, erledigte aber seine offiziellen Verpflichtungen wiederum mit solcher Effizienz, dass er seine freie Zeit der Astronomie widmen konnte. Ab 1912 wandte sich das Observatorium ausschließlich der Astronomie zu.
Unter der tatkräftigen Leitung von Innes, dem ersten Union Astronomer, produzierte das Observatorium einen beständigen Strom an Beobachtungsdaten. Neben der Fortführung von Doppelsternbeobachtungen waren dies vor allem
- die Bestimmung der Eigenbewegung zahlreicher Sterne mit dem „Blink-Mikroskop“, dessen Möglichkeiten Innes als einer der ersten erkannte. Photoplatten, die am Kap, in Greenwich, Melbourne und Sydney aufgenommen worden waren, wurden systematisch nach Eigenbewegungen durchsucht. Allein die Aufnahmen vom Kap lieferten etwa 4000 Eigenbewegungen von Sternen bis zur 15. Größe. Im Zuge dieses Programms wurde Proxima Centauri entdeckt.

- die Anfertigung photographischer Karten des Südhimmels (im Rahmen des südlichen Teils der Franklin-Adams-Charts). John Franklin-Adams überließ dem Union-Observatorium die für die Charts benutzten Fernrohre für weitere photographische Arbeiten. Diese übernahm hauptsächlich Harry Edwin Wood, der spätere Nachfolger Innes’ als Union Astronomer.

- eine 1908 begonnene ausgedehnte Serie von systematischen Beobachtungen der Jupitermonde, welche nur für einen Jupiter-Umlauf geplant waren, dann aber wesentlich länger fortgeführt wurden.

Bis 1914 wurden die Polhöhenschwankungen beobachtet.
Innes’ 1918 ausgesprochene Vermutung, die Rotation der Erde könnte Schwankungen unterworfen sein, wurde fünf Jahre später zur Gewissheit, nachdem er eine Neu-Auswertung aller beobachteten Merkurdurchgänge abgeschlossen hatte.
Ein bereits 1909 in Auftrag gegebener 26½-Zöller konnte nach zahlreichen Verzögerungen 1925 endlich in Betrieb genommen werden. Innes nahm mit diesem Instrument die Doppelsternsuche und -beobachtung wieder verstärkt auf. In den ersten sechs Monaten wurden mit dem neuen Instrument 887 Messungen durchgeführt und 303 neue Sternpaare entdeckt. 1927 veröffentlichte Innes (in Zusammenarbeit mit W. H. van den Bos) den Southern Double Star Catalogue.
Routinearbeiten umfassten unter anderem den Zeitdienst, seismologische Beobachtungen, Sternbedeckungen, Kometen- und Planetenbeobachtungen, die Entdeckung und Beobachtung von Kleinplaneten.
Daneben unternahm Innes auch weitere theoretische Arbeiten, denen er sich verstärkt widmen konnte, nachdem er am 31. Dezember 1927 in den Ruhestand getreten war. Er blieb noch einige Jahre in Südafrika und übersiedelte dann nach England, wo er wenige Monate später verstarb. Er hinterließ seine Frau und drei Söhne.

## Ehrungen
1904 wurde er zum Fellow der Royal Society of Edinburgh gewählt. 1922 verlieh ihm die Universität Leiden die Ehrendoktorwürde – Innes nutzte diesen Anlass, um eine enge und fruchtbare Zusammenarbeit mit der Sternwarte Leiden in die Wege zu leiten.
Nach Robert Innes wurden der Asteroid (1658) Innes und der Mondkrater Innes benannt.

## Zitate
„Innes hatte bei einer Firma in London eine Stelle als Laufbursche oder Angestellter. Es geht die Geschichte, dass er eines Tages Umschläge bestellen sollte. Er war mit astronomischen Rechnungen beschäftigt gewesen, und statt tausend zu bestellen, bestellte er eine Million. Er benutzte noch jahrelang Umschläge als Konzeptpapier.“ (W.S. Finsen: Recollections of William S. Finsen)
„Lord Milner war der Überzeugung, dass Transvaal ein meteorologisches Büro für landwirtschaftliche Zwecke benötigte, aber keinen Bedarf für ein astronomisches Observatorium hatte – Sir David Gill hegte andere Pläne. Der gerissene Schotte empfahl seinen Bibliothekar, R.T.A. Innes, für die Stelle, wohl wissend, dass Innes nicht ruhen würde, ehe er Astronomie im Arbeitsprogramm des Büros untergebracht hatte.“ (W.H. van den Bos: In Memoriam H. E. Wood)